# Yngve Ahlbom

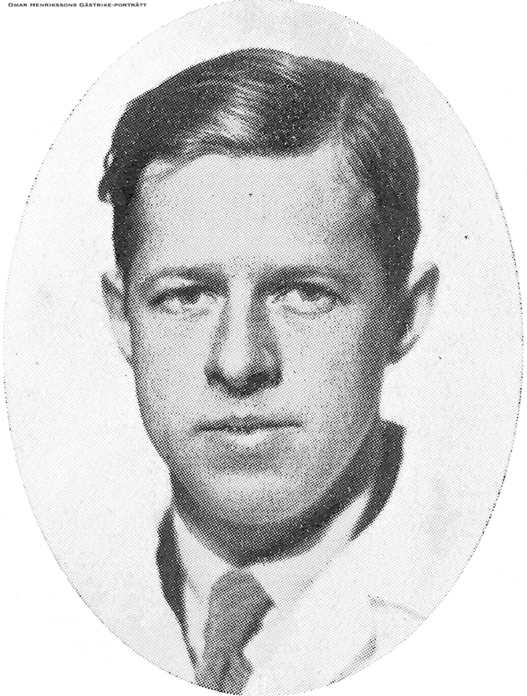
Yngve Ahlbom

Ernst Yngve Ahlbom, född 16 september 1903 i Gävle, död 8 augusti 1958 i Lidingö församling, var en svensk arkitekt.

## Biografi
Ahlbom blev student vid Norrköpings högre allmänna läroverk 1922, tog examen vid Kungliga Tekniska Högskolan 1927 och från Kungliga Konsthögskolan 1931. Han var stadsarkitekt i Sundbybergs stad 1945–1947.
Efter praktik hos Erik Lallerstedt, Lars Israel Wahlman och Ivar Tengbom hade han egen arkitektfirma i Stockholm. Tillsammans med Nils Sterner utförde han 1938 Halmstads rådhus, en byggnad som markerar det sena 1930-talets återknutna intresse för tradition i form och materialbehandling. Det röda teglet i rådhusets fasader blev ett sätt att anknyta till Halmstads byggnadstradition. En mer expressiv modernism gav Ahlbom uttryck för i Ställverksbyggnaden i Norrköping 1941, med dess släta och ljust putsade volymer. Ahlbom är begravd på Matteus begravningsplats i Norrköping.

## Byggnadsverk i urval
- Halmstads rådhus 1936–1938

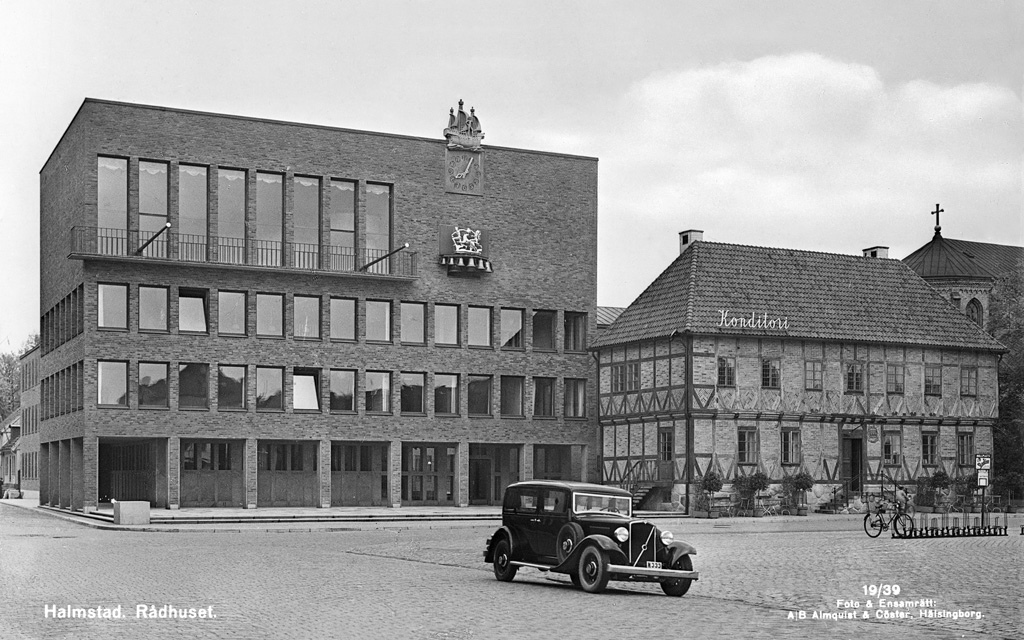
Halmstads Rådhus

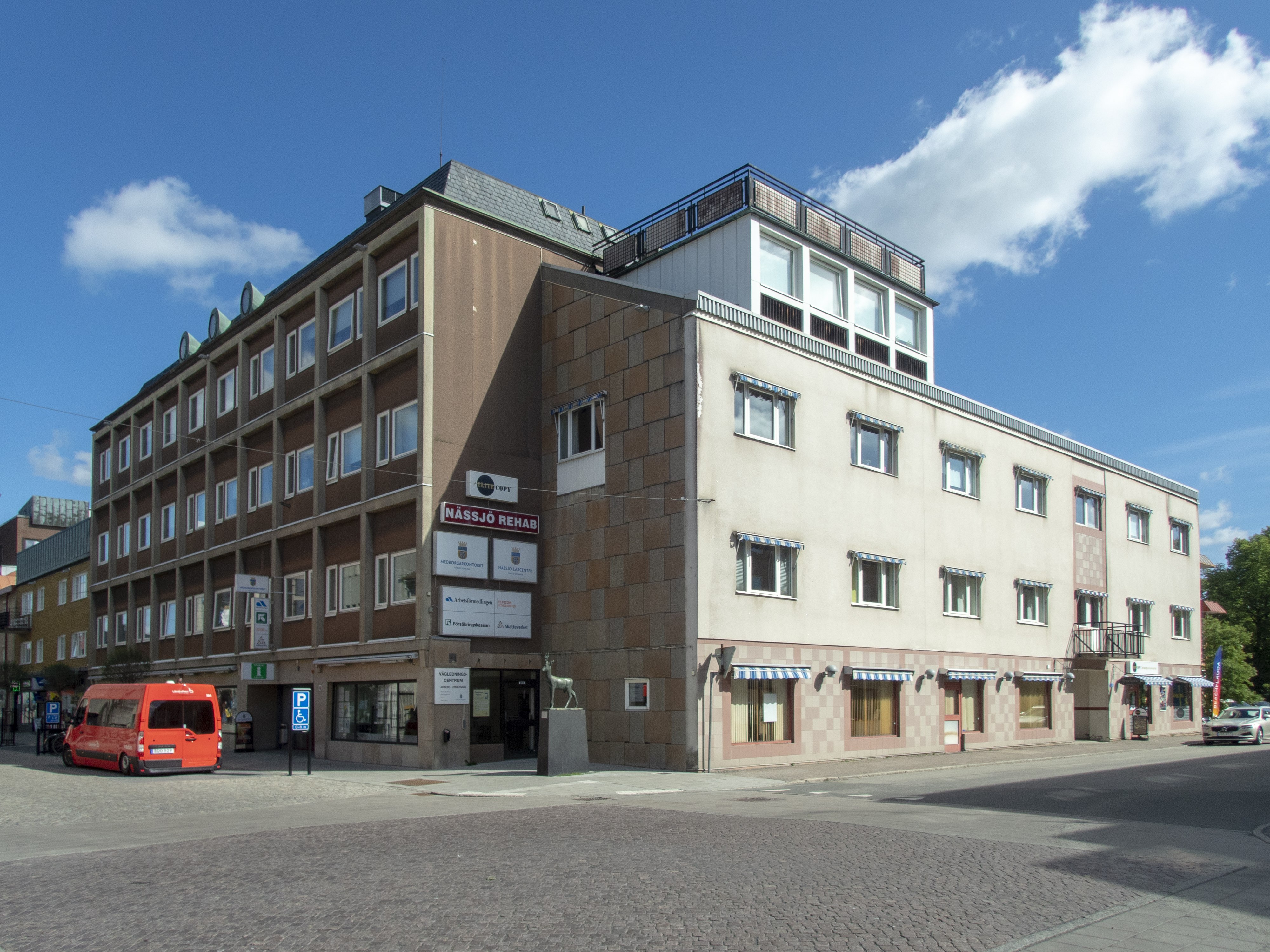
Telehuset i Nässjö

- Kontorshus för Kommunala Affärsverken Norrköping 1937
- Filterbyggnad för kylvatten Norrköping 1938
- Post- och telegrafhus Boden 1938
- Telehus Södertälje 1939
- Telegrafhus Skellefteå 1939
- Vänthall för spårvägen Kungstorget, Norrköping 1939
- Telehus Piteå 1940
- Ställverksbyggnad i Norrköping 1941
- Telegrafhus Karlskoga 1941
- Telehus Borlänge 1941
- Post- och telegrafhus Trollhättan 1945
- Telehus Lidköping 1945
- Telehus Sollefteå 1945
- Villa på Lidingö 1952
- Telehus Nässjö 1953
- Villa Getå 1953
- Post- och telehus Nynäshamn 1954
- Posthus Leksand 1957